# マリヤ・ボリソヴナ
マリヤ・ボリソヴナ（ロシア語:Мария Борисовна, 1442年頃 - 1467年）は、モスクワ大公イヴァン3世の最初の妃。トヴェリ大公ボリス・アレクサンドロヴィチの娘。
ヴァシーリー2世は、敵対者ドミトリー・シェミャーカとの戦いのため、隣国トヴェリの君主ボリスと同盟を結んだ。その際、両家の息子と娘との婚約が取り決められ、マリヤは1452年、当時はモスクワ大公家の世継ぎ公子だったイヴァン3世と結婚し、1458年に一人息子イヴァンを産んだ。1467年に彼女が死ぬと、毒殺の噂が流れた。しかしヨシフ・ヴォロツキーによれば、マリヤは幼い頃から虚弱体質に悩まされていたという。